# Alexander Barclay
Pour les articles homonymes, voir Barclay.
Alexander Barclay (v. 1475 - 10 juin 1552) est un poète britannique. 
Il fut moine bénédictin puis franciscain. Il est connu surtout pour sa traduction de la satire allégorique de Sébastien Brant, La Nef des fous. Il a également traduit en anglais Le Miroir des bonnes manières de Domenico Mancini et il est l'auteur d'un recueil de pastorales intitulé Eclogues. 